# Igrejas Reformadas do Sul da Índia
As Igrejas Reformadas do Sul da Índia (IRSI)  - em Inglês South India Reformed Churches - foram uma denominação reformada continental na Índia, constituída em 1993 por um pastor batista que aderiu à Fé Reformada após contato com missionários das Igrejas Reformadas Liberadas.

## História
As Igrejas Reformadas Liberadas começaram o trabalho missionário na Índia na década de 1990. Em 1993, um pastor batista, o Rev. Abraham, aderiu à Fé Reformada, inclusive o pedobatismo, depois de ter contanto com os missionários.
No mesmo ano, o Rev. Abraham iniciou, em Tamil Nadu, uma nova denominação, chamada "Igrejas Reformadas do Sul da Índia".
Em 2011, 6 pastores e igrejas aderiram a denominação e outras 6 igrejas iniciaram o processo de adesão.

## Relações Inter-eclesiásticas
A igreja possui relações com as Igrejas Reformadas Liberadas.
Além disso, faz parte da Fraternidade Presbiteriana e Reformada da Índia.